# Directiva sobre el comercio electrónico
La Directiva sobre comercio electrónico (o Directiva 2000/31/CE del Parlamento Europeo y del Consejo, de 8 de junio de 2000) dentro del Mercado Único Europeo, adoptada en 2000, establece un marco de mercado interior para los servicios en línea. Su objetivo es eliminar los obstáculos a los servicios en línea transfronterizos en el mercado interior de la UE y proporcionar seguridad jurídica a empresas y consumidores. Establece normas consensuadas sobre temas tales como los requisitos de transparencia e información para los proveedores de servicios en línea, las comunicaciones comerciales y los contratos electrónicos así como las limitaciones de responsabilidad de los proveedores de servicios intermediarios. Finalmente, la directiva fomenta la elaboración de códigos de conducta voluntarios e incluye artículos para la mejora de la cooperación entre los Estados miembros. 
Veinte años después de su aprobación, se ha desarrollado un amplio debate dentro de las instituciones de la UE sobre la revisión de esta directiva como paso previo a la posterior Ley de Servicios Digitales.

## Antecedentes históricos y objetivo de la Directiva
En la década de 1990, cuando la gente empezaba a utilizar Internet a mayor escala, la Comisión Europea decidió establecer un marco que eliminara los obstáculos a los servicios en línea transfronterizos en el Mercado interior europeo. En esos momentos, aún prevalecían muchos límites legales de los servicios en línea transfronterizos, lo que implicaba una falta de seguridad jurídica para la prestación de tales servicios. Para abordar este problema, así como promover el comercio electrónico en la UE y mejorar la competitividad de los proveedores de servicios europeos, se adoptó esta Directiva de comercio electrónico en el 2000. Con esta directiva se pretendía alcanzar este objetivo estableciendo un marco legal flexible, tecnológicamente neutral y equilibrado.

## Ámbito de la Directiva

### Ámbito personal
La regulación se aplica a los llamados servicios de la sociedad de la información. Así, un servicio de la sociedad de la información se define como "todo servicio prestado normalmente a cambio de una remuneración, a distancia, por vía electrónica y a petición individual de un destinatario de servicios." Por lo tanto, las disposiciones de la Directiva sobre comercio electrónico (en inglés, e-Commerce) se aplican a determinadas actividades o servicios y no a una categoría específica de proveedores. En este contexto, un servicio de la sociedad de la información incluye una amplia gama de servicios en línea, por ejemplo, transmisión de información a través de redes de comunicación, alojamiento en línea, acceso a una red de comunicación, etc.
En el considerando 18 añade que cuando un servicio es gratuito para el consumidor, eso no significa que esté fuera del ámbito de aplicación de la Directiva de comercio electrónico en la medida en que represente una "una actividad económica [...] [servicios] que consisten en ofrecer información en línea o comunicaciones comerciales, o los que ofrecen instrumentos de búsqueda, acceso y recopilación de datos. Los servicios de la sociedad de la información cubren también servicios consistentes en transmitir información a través de una red de comunicación, o albergar información facilitada por el destinatario del servicio”. Así lo reiteró el Tribunal de Justicia de la Unión Europea en el caso Papasavvas, en el que el tribunal dictaminó que un sitio web que se remuneraba indirectamente a través de los ingresos generados por la publicidad también podía calificarse como un 'servicio de la sociedad de la información'.
El Tribunal de Justicia de la Unión Europea también trató de aclarar aspectos acerca de si los servicios de economía colaborativa están incluidos en el ámbito personal de la Directiva. Así, en el caso Uber España, sentenció que la plataforma de reservas electrónicas de Uber no es un servicio de la sociedad de la información, sino "un servicio en el ámbito de los transportes", ya que su "servicio de intermediación debe ser considerado como parte integrante de un servicio global cuya principal componente es un servicio de transporte" y como "servicio de esta índole está excluido del ámbito de aplicación del artículo 56 TFUE". Por otro lado, en una sentencia posterior, el Tribunal consideró, por contra, que Airbnb es un servicio de la sociedad de la información, ya que el servicio de intermediación forma parte integrante del servicio global. Con estos casos, el Tribunal ha ido adoptando un enfoque en la determinación acerca de si los servicios de la economía colaborativa pueden clasificarse como servicios de la sociedad de la información.

### Ámbito territorial
La Directiva de comercio electrónico se aplica a los servicios de la sociedad de la información establecidos dentro de la Unión Europea. Un servicio de la sociedad de la información como se define en varias ocasiones, se establece en la UE cuando ejerce efectivamente una actividad económica utilizando un establecimiento fijo por tiempo indefinido. La mera presencia, el uso de dispositivos o tecnologías electrónicas para ofrecer el servicio no suponen por sí mismo un establecimiento del prestador. Los servicios de la sociedad de la información que se establecen fuera de la Unión, por lo tanto, no están contemplados en las disposiciones de la Directiva sobre comercio electrónico aunque puedan estar afectados por otras normativas como las referentes a la protección de datos.

### Ámbito material
La Directiva sobre comercio electrónico no se aplica en el ámbito de la fiscalidad, en especial la aplicación de IVA, el ámbito de la protección de datos de carácter personal, los juegos de azar, las cuestiones relativas a acuerdos o prácticas regidas por el derecho de cárteles, las actividades de las notarías y profesiones similares que impliquen el ejercicio del autoridad pública y la representación de cliente y defensa de sus intereses ante los tribunales.

## Cláusula de mercado interior
La cláusula del mercado interior del artículo 3 de la Directiva de comercio electrónico es uno de los principios clave de la Directiva de comercio electrónico. Este artículo establece el principio del país de origen, también denominado cláusula del Mercado Único, que garantiza la libertad de prestación de servicios en línea en todo el Mercado Único. Este principio establece que los proveedores de servicios en línea están sujetos a las normas del Estado miembro en el que están establecidos y no a las normas del Estado miembro en el que se puede acceder al servicio. Por tanto, los Estados miembros en los que el proveedor de servicios en línea preste sus servicios deben abstenerse de aplicar la legislación nacional.
Las excepciones a este principio son posibles estrictamente caso por caso en las condiciones establecidas en el artículo 3 de la Directiva de comercio electrónico, también denominado mecanismo de notificación. En virtud de este mecanismo, un Estado miembro debe adoptar las siguientes medidas cuando pretenda actuar contra un servicio de la sociedad de la información establecido en otro Estado miembro:
1. Tiene que justificar su acción para la protección del orden público, la salud pública, la seguridad pública o la protección de los consumidores;
2. Su acción ha de ser proporcionada al objetivo;
3. El Estado miembro primero tiene que ponerse en contacto con las autoridades del otro Estado miembro y pedirles que actúen. Si eso no produce ningún resultado, debe notificar a la comisión y al otro Estado miembro la acción que pretende tomar. La Comisión tiene entonces derecho a recibir información y evaluar la justificación de la medida. Si se determina que la acción es incompatible, el Estado miembro debe abstenerse de actuar.

Sobre el artículo 3 sobre mercado interior en el Anexo se indican algunas excepciones como la no aplicación sobre los derechos de autor y de propiedad industrial, tampoco sobre los contratos de consumo, o sobre la libertad de las partes para elegir la ley aplicable, así como tampoco sobre la validez de los contratos de bienes inmuebles y la permisibilidad de las comunicaciones comerciales no solicitadas por correo electrónico.

## Libertad de establecimiento
El artículo 4 de la Directiva de Comercio Electrónico establece que los proveedores de servicios de la sociedad de la información no podrán estar sujetos a la autorización previa de los Estados miembros antes de iniciar cualquier actividad.

## Reglas básicas para el comercio electrónico
Los artículos 5 a 11 de la Directiva de comercio electrónico establecen algunos de los requisitos básicos para los servicios en línea, que incluyen requisitos para comunicaciones comerciales, requisitos para contratos electrónicos y obligaciones de información hacia los consumidores.

## Responsabilidad de los intermediarios
Los artículos 12 a 14 de la Directiva de comercio electrónico establecen las exenciones de responsabilidad limitada, también conocidas como puertos seguros, que contienen las condiciones bajo las cuales ciertos proveedores de servicios intermediarios están exentos de responsabilidad por el contenido de terceros. La Directiva de comercio electrónico no proporciona una definición para los proveedores de servicios intermediarios; más bien dispone que tipos específicos de actividades estén condicionalmente exentos de responsabilidad, específicamente:
- Mero transmisión
- Almacenamiento en caché
- Alojamiento.

Sólo cuando un servicio entra dentro de una de las actividades específicas puede quedar exento de responsabilidad. Los puertos seguros no impiden que los intermediarios tomen medidas contra la vulneración de derechos de terceros, ya sea a través de medidas cautelares o de deberes de cuidado, tal como lo establece la jurisprudencia y diversos instrumentos legales.
Las exenciones de la Directiva de comercio electrónico tienen un alcance horizontal, que cubre todo tipo de contenido ilegal (por ejemplo, infracciones de derechos de autor, difamación, etc.), así como responsabilidad civil y penal.

### Mera transmisión
El artículo 12 de la Directiva de comercio electrónico contiene el puerto seguro para la mera transmisión. Se entiende por mera transmisión cuando se presta un servicio de la sociedad de la información que consiste en la transmisión en una red de comunicación de información facilitada por un destinatario del servicio o la prestación de acceso a una red de comunicación. El prestador de servicios no será responsable de la información transmitida, siempre que el prestador:
- no inicia la transmisión;
- no selecciona el receptor de la transmisión; y
- no selecciona ni modifica la información contenida en la transmisión.

Además, el artículo establece que los actos de transmisión y de provisión de acceso incluyen el almacenamiento automático, intermedio y transitorio de la información transmitida en la medida en que se realice con el único fin de realizar la transmisión en la red de comunicación, y siempre que la información no se almacene por un período más largo que el razonablemente necesario para la transmisión.

### Almacenamiento en caché
El artículo 13 de la Directiva de comercio electrónico contiene el puerto seguro para el almacenamiento en caché. Los servicios de almacenamiento en caché consisten en la transmisión en una red de comunicación de información proporcionada por un destinatario del servicio. El artículo asegura que un proveedor de servicios de almacenamiento en caché no es responsable por el almacenamiento automático, intermedio y temporal de esa información, realizado con el único propósito de hacer más eficiente la transmisión posterior de la información a otros destinatarios del servicio a solicitud de estos, siempre que:
- el proveedor no modifica la información;
- el proveedor cumple con las condiciones de acceso a la información;
- el proveedor cumple con las normas relativas a la actualización de la información, especificadas de manera ampliamente reconocida y utilizada por la industria;
- el prestador no interfiere en el uso lícito de la tecnología, ampliamente reconocida y utilizada por la industria, para obtener datos sobre el uso de la información; y
- el proveedor actúe con prontitud para eliminar o inhabilitar el acceso a la información que tiene almacenada al tener conocimiento efectivo de que la información en la fuente inicial de la transmisión ha sido eliminada de la red, o se ha inhabilitado el acceso a la misma, o que un tribunal o una autoridad administrativa haya ordenado tal remoción o inhabilitación.

### Alojamiento
Podría decirse que el artículo 14 de la Directiva de comercio electrónico es uno de los artículos más discutidos de la Directiva de comercio electrónico, en parte debido a la amplia jurisprudencia relacionada con el artículo. Este artículo se relaciona con el alojamiento, que consiste en el almacenamiento de información proporcionada por un destinatario del servicio. En virtud de este artículo, el proveedor de alojamiento no es responsable de la información almacenada a petición de un destinatario del servicio con la condición de que:
- el proveedor no tiene conocimiento real de actividad o información ilegal y, en lo que respecta a las reclamaciones por daños y perjuicios, no tiene conocimiento de los hechos o circunstancias de los que se desprende la actividad o información ilegal; o
- el prestador, al obtener tal conocimiento o conciencia, actúa de manera expedita para remover o inhabilitar el acceso a la información.

Así, el artículo 14 de la Directiva de comercio electrónico establece que el proveedor, al tener conocimiento o conocimiento de un contenido ilegal, actúa de manera expedita para retirar o inhabilitar el acceso a la información. El artículo 14 de la Directiva de comercio electrónico proporciona la base para el desarrollo de procedimientos de notificación y eliminación de información ilegal y dañina. La Directiva no establece ninguna obligación procesal para la notificación y el retiro, pero los Estados miembros tienen la posibilidad de establecer sus propias condiciones para los procedimientos.
El artículo 14 de la Directiva de comercio electrónico ha sido interpretado adicionalmente por varios casos ante el Tribunal de Justicia de la Unión Europea. Estos casos han proporcionado más información sobre las condiciones en las que se aplicará el puerto seguro.
Existen paralelismos entre las disposiciones sobre responsabilidad de los intermediarios en estos artículos y la Sección 230 de la Communications Decency Act de los EE. UU. en lo referente a la Unión Europea 

#### Definición proveedor de alojamiento
El alojamiento es “donde se presta un servicio de la sociedad de la información que consiste en el almacenamiento de información facilitada por un destinatario del servicio”. El artículo 14, apartado 1, de la Directiva sobre comercio electrónico no especifica qué tipo de servicios constituyen el alojamiento. En este vacío, se ha dejado que el Tribunal de Justicia determine caso por caso qué tipo de servicios constituyen los proveedores de alojamiento. En su jurisprudencia, ha aplicado el artículo 14 de la Directiva de comercio electrónico a los servicios de publicidad de un motor de búsqueda, una plataforma de ventas en línea y una plataforma de redes sociales.

#### Alojamiento activo y pasivo
El Tribunal de Justicia Europeo ha añadido una nueva dimensión en los casos de Google Francia y L'Oréal, en los que estableció que solo los alojamientos "pasivos" o "neutrales" pueden beneficiarse del puerto seguro.
En el caso de Google France, el Tribunal dictaminó que un proveedor de servicios solo podía beneficiarse del puerto seguro si era neutral, en cuyo caso la actividad es "de naturaleza meramente técnica, automática y pasiva", lo que implica que ese proveedor de servicios "ha ni conocimiento ni control sobre la información que se transmite o almacena.'” El Tribunal basó su razonamiento en el considerando 42 de la Directiva sobre comercio electrónico, que se refiere a los meros servicios de conducto y almacenamiento en caché.
En el caso L'Oréal, el Tribunal dispuso además que el puerto seguro del artículo 14 de la Directiva de comercio electrónico solo se aplica a los proveedores de servicios si no han desempeñado un papel activo de tal manera que les dé conocimiento o control sobre, los datos almacenados.
El Tribunal fijó además algunos factores de identificación de lo que puede considerarse activo, por ejemplo, establecer las condiciones de servicio no se consideró como actuar de manera activa, mientras que optimizar la presentación de ofertas de venta se consideró como actuar de manera activa.

#### Conocimiento o conciencia
El Artículo 14(1) contiene dos estándares de conocimiento distintos (i) "conocimiento real" y (ii) "conocimiento de los hechos o circunstancias a partir de los cuales la actividad o información ilegal es aparente" o conocimiento constructivo. Esta distinción es importante ya que aclara que la responsabilidad penal requeriría un conocimiento real, mientras que la responsabilidad civil solo requeriría un conocimiento constructivo.
Para que se active el conocimiento real a los efectos del artículo 14 de la Directiva de comercio electrónico, una notificación debe ser lo suficientemente precisa y adecuadamente motivada. Esto ha sido corroborado por la Comisión Europea en la Recomendación de la Comisión sobre medidas para abordar de manera efectiva el contenido ilegal en línea.
Un proveedor de servicios tiene conocimiento según el artículo 14 de la Directiva de comercio electrónico "si tenía conocimiento de hechos o circunstancias sobre la base de los cuales un operador económico diligente debería haberse dado cuenta" de que el contenido era ilegal y no actuó con rapidez para eliminarlo.

#### Acción expeditiva
Por último, para beneficiarse de la exención de responsabilidad prevista en el artículo 14 de la Directiva de comercio electrónico, una vez obtenido el conocimiento real, los servicios de alojamiento están obligados a actuar con rapidez contra el contenido ilegal notificado. Sigue sin estar muy claro qué acción calificaría como actuar "rápidamente".

#### Conclusión alojamiento
Después de casi 20 años de casos del Tribunal de Justicia de las Comunidades Europeas, sigue existiendo un cuerpo de jurisprudencia complicado y, a veces, contradictorio. Esto crea inseguridad jurídica para las empresas que esperan beneficiarse del puerto seguro del artículo 14 de la Directiva de comercio electrónico.

## Prohibición de la obligación general de vigilancia
El artículo 15 de la Directiva sobre comercio electrónico prohíbe a los Estados miembros imponer obligaciones generales de supervisión a los intermediarios en línea. En esencia, esto significa que está prohibido exigir a los intermediarios que busquen activamente hechos o circunstancias que indiquen una actividad ilegal. Esta prohibición de vigilancia general ha sido confirmada en varias ocasiones por el Tribunal de Justicia de las Comunidades Europeas. En los casos Netlog y Scarlet Extended, el Tribunal sostuvo que las obligaciones generales de supervisión, como las medidas de filtrado, no logran el equilibrio adecuado entre la aplicación de los derechos de autor y los derechos fundamentales.
La prohibición solo se aplica a la supervisión de carácter general, se permiten las obligaciones de supervisión en casos específicos y las órdenes de las autoridades nacionales de conformidad con la legislación nacional. Esto se comprobó aún más en el caso Telekabel, donde el Tribunal sostuvo que se permitía una medida cautelar de filtrado que estaba estrictamente dirigida y no violaba los derechos fundamentales.
La Directiva de comercio electrónico permite a los Estados miembros permitir que los proveedores de servicios de Internet apliquen deberes de cuidado para detectar y prevenir ciertos tipos de actividades ilegales. Los Estados miembros solo pueden imponer tales deberes de cuidado cuando se puede esperar razonablemente de los intermediarios en línea y están incluidos en la legislación nacional.

## Disposiciones finales de la Directiva de comercio electrónico
Las disposiciones finales de la Directiva sobre comercio electrónico se refieren a la cooperación y el cumplimiento, en particular fomentan la elaboración de códigos de conducta voluntarios e incluyen artículos para mejorar la cooperación entre los Estados miembros. Además, el capítulo final contiene disposiciones relacionadas con la solución extrajudicial de controversias, acciones judiciales y sanciones.

## Tensiones
Una serie de acontecimientos han ejercido presión sobre la Directiva de comercio electrónico. Desde su adopción en el año 2000, el entorno en línea ha cambiado significativamente, con un cambio en la escala de los servicios en línea y una diversidad de servicios mucho más amplia. Además, se han desarrollado nuevos tipos de servicios que no entran específicamente en las categorías legales establecidas en la Directiva de comercio electrónico, ya que todavía estaban en pañales en 2000, por ejemplo, servicios de economía colaborativa o publicidad en línea.
Además, los Estados miembros han adoptado normas divergentes para hacer frente a los daños en línea, se ha adoptado nueva legislación europea relacionada con daños específicos en línea, y casi 20 años de jurisprudencia del Tribunal de Justicia de la Unión Europea sobre la Directiva de comercio electrónico han hecho que sea muy difícil para las empresas navegar este marco legal y expandirse en el Mercado Único Europeo.
Además, se han expresado críticas de que el régimen de responsabilidad limitada promueve la eliminación de contenido sin el escrutinio adecuado y que no hay suficiente supervisión y cooperación regulatoria.

## Próximos pasos para la Directiva de comercio electrónico
En sus directrices políticas para una posterior Comisión Europea, Ursula von der Leyen, presidenta de la Comisión Europea, anunció su intención de proponer una Ley de Servicios Digitales para "actualizar nuestras normas de responsabilidad y seguridad para las plataformas digitales y completar nuestro Mercado Único Digital".